# Rene Coimbra
Rene Coimbra (* 23. September 1964 in São Gabriel da Cachoeira) ist ein brasilianischer Kommunalpolitiker des Bundesstaates Amazonas.

## Werdegang
Coimbra ist von Beruf Verwalter und Mitglied des Partido Comunista do Brasil (PC do B). Bei den Kommunalwahlen 2012 wurde er mit 30,68 % der Stimmen zum Präfekten der Stadt São Gabriel da Cachoeira gewählt. Seine Amtszeit dauerte vom 1. Januar 2013 bis 31. Dezember 2016. Bei der Kommunalwahl 2016 erhielt er lediglich 6,9 % der Stimmen und musste das Amt an seinen Nachfolger Clóvis Moreira Saldanha des Partido dos Trabalhadores (PT) abtreten.